# Gavin du Porter
Pour les articles homonymes, voir Phillips et Porter.
 (mars 2020).
Si vous disposez d'ouvrages ou d'articles de référence ou si vous connaissez des sites web de qualité traitant du thème abordé ici, merci de compléter l'article en donnant les références utiles à sa vérifiabilité et en les liant à la section « Notes et références ».
Gavin du Porter, de son vrai nom Henry Francis Phillips (né le 7 mars 1949 à Londres) est un chanteur anglais.

## Biographie
Gavin du Porter arrive en Allemagne en 1965. Après s'être installé à Dortmund en 1970, il devient membre du groupe Red Roosters (qui, après des changements de membres, deviendra le groupe Epitaph). Il est aussi le chanteur du groupe de spectacle Casino Sextett et de la formation Time in Space, basée sur le jazz rock.
Du Porter sort son premier single solo Got to Get Back to Pasadena en 1973 chez EMI, suivi de In Pasadena peu après. Du fehlst mir, Maria en 1976 est 31e du Airplay-Charts en Allemagne. La même année, apparaissent les singles Bring den Wein et Du bist das, was ich will, ce dernier en duo avec Ireen Sheer, dont il est le mari de 1976 à 2000.
Hormis quelques sorties en tant que chanteur, du Porter est désormais principalement actif en arrière-plan. Les exceptions sont le single des années 1980, Don't Play This Melody et Zwei Herzen, ein Gedanke en 1995, un autre duo avec Sheer.

## Discographie
Singles
- 1973 : Got to Get Back to Pasadena
- 1973 : In Pasadena
- 1974 : So wie du
- 1974 : Ein neues Land (Wenn einer leichter ist als du)
- 1975 : Wenn nur die Eifersucht nicht wär’
- 1976 : Du bist das, was ich will (avec Ireen Sheer)
- 1976 : Bring’ den Wein
- 1976 : Du fehlst mir, Maria
- 1980 : Don’t Play This Melody
- 1995 : Zwei Herzen – ein Gedanke (avec Ireen Sheer)

## Source de la traduction
- (de) Cet article est partiellement ou en totalité issu de l’article de Wikipédia en allemand intitulé « Gavin du Porter » (voir la liste des auteurs).